# مبرهنة كايزي
في الرياضيات، مبرهنة كايزي (بالإنجليزية: Casey's theorem)‏ وتُعرَفُ أيضاً على أنها تعميمُ مبرهنة بطليموس، هي مبرهنةٌ في الهندسة الإقليدية أسميت نسبةً إلى الرياضياتي جون كايزي.

## المبرهنة

لتكن {\displaystyle \,O} دائرةً شعاعها {\displaystyle \,R}. ولتكن {\displaystyle \,O_{1},O_{2},O_{3},O_{4}} أربعَ دوائرٍ غير متقاطعةٍ تقع داخل {\displaystyle \,O}وتمسها على الترتيب. وليرمز {\displaystyle \,t_{ij}} إلى المماس المشترك الخارجي للدائرتين ذواتي المركزين {\displaystyle \,O_{i},O_{j}}، فإنَّ مبرهنة كايزي تنصُّ على أنَّ:
{\displaystyle \,t_{12}\cdot t_{34}+t_{14}\cdot t_{23}=t_{13}\cdot t_{24}.}
لاحظ أنَّ الحالةَ المُنعدمةَ لمبرهنة كايزي هي مبرهنة بطليموس. وعكسُ النظريةِ صحيحٌ أيضاً، أي إذا وجدت 4 دوائر تُحقق العلاقة السابقة فإنَّ هناكَ دائرةٌ تمسُّهم جميعاً.

## التطبيقات
تُستعمل مبرهنة كايزي وعكسها في إثبات عدة مسائل في الهندسة الإقليدية. على سبيل المثال اعتبرت المبرهنة أقصر حل لمبرهنة فويرباخ.